# برق بنزين (سيارات)
برق بنزين أو لايتنينج ماكوين (بالإنجليزية: Lightning McQueen)‏ هو شخصية لسيارة خيالية من إنتاج شركة ديزني وبيكسار، في سلسلة أفلام سيارات، بنزين هو الشخصية الأساسية في فيلمي سيارات وسيارات 3 والشخصية الرئيسية الثانية في فيلم سيارات 2، ويظهر في السلسلة كسيارة سباق وظهر أيضا في سلسلة (Cars on the road) السيارات في الطريق

## الآداء الصوتي
- أوين ويلسون (مؤدي الصوت في سيارات، مؤدي الصوت في ماطم والضوء الشبح (بالإنجليزية: Mater and the Ghostlight)‏، مؤدي الصوت في سيارات 2)
- كيث فيرجسون (مؤدي الصوت في ماطم وحواديت حواديت (بالإنجليزية: Cars Toons: Mater's Tall Tales)‏ باللغة الإنجليزية)
- رمزي لينر (مدبلج النسخة الرسمية في سيارات، مدبلج النسخة الرسمية في سيارات 2، مدبلج النسخة الرسمية في سيارات 3، المدبلج العربي في ماطم وحواديت حواديت)
- عماد فغالي (مؤدي الصوت لنسخة تلفزيون ج الفصيحة في سيارات، مؤدي الصوت لنسخة تلفزيون ج الفصيحة في سيارات 2)

## قصة الشخصية

برق بنزين في إحدى جولات "كأس البستون" في فيلم سيارات 2

يظهر بنزين في الجزء الأول من السلسة حين يخاطر بكل شيء في سبيل النجاح والشهرة ويفوز بكأس البستون، وفجأة يرغم على العيش في مدينة ريفية فقيرة (نجع الردياتير) حيث لا يهتم أحد بها بالمظاهر هناك تبدأ بتعلم الصداقة والوفاء والحب وأصبح أحد أبناء تلك القرية البسيطة.
في الجزء الثاني يتوجه كل من بنزين وصديقه المقرب "ماطم" إلى اليابان وأوروبا على للمنافسة في سباق الجائزة الكبرى العالمية (World Grand Prix)، ولكن ينحرف ماطم في مهمة تجسس عالمي.
في الجزء الثالث ومع عودة أحداث كأس البيستون، يجد برق بنزين - والذي أصبح أسطورة الكأس للمرة السابعة على التوالي - نفسه مهزوما من قبل جاكسون ستورم، المتسابق الصعاد من الجيل الجديد الذين يستخدمون أحدث الأساليب التكنلوجية للتحسين من أدائهم ومهارتهم، الأمر الذي يدفع بنزين مجبرا على التقاعد أو الطرد من قبل مموليه ليستبدل بمتسابقي الجيل الجديد. وفي أخر سباقات الموسم في أثناء محاولات بنزين لإستعادة الصدارة، يفقد بنزين التحكم مما يجعله ينقلب على مضمار السباق محدثا حادثة رهيبة. بعد أربعة أشهر في نبع الردياتير، وفي أثناء فترة بنزين للتعافي يشغل بنزين مقطعا مصورة لحادثة مدربه، دوك طوسون، التي أنهت على مسيرته الرياضية مخبرَا حبيبته - سالي - أنه لا يريد أن ينتهي به الأمر نهاية دوك ويضطر إلى التقاعد وبتحفيز من سالي، يقرر بنزين العودة للتدريبات مرة أخرى محاولًا البحث عن طرق جديدة للتطوير من نفسه ومن مهارته. يتصل بنزين بعدها براستي وداستي - مديرا شركة أبو لمعة - اللذان يرسلانه لمقر تدريب سيارات مفتتح حديثا كنوع من المفاجئة له عقب بيعمها شركة أبو لمعة لأحد محبي بنزين وسيارات الأعمال ستير-لينج وهو الأمر الذي يعلمه بنزين فور وصوله للمركز، حيث يقوم ستير لينج بتعين كروز رايمرز كمدربة لبنزين. تتعامل كروز بتدريبات أشعرت بنزين بالملل وعدم الصبر والاحتمال لها مما دفعه لمحاولة تجربة جهاز محاكاة سباقات حديث التقنية، ونتيجة عدم قدرته على السيطرة عليه ومحاولته للخروج من الجهاز، يؤدي ذلك لارتطام بنزين به وتدميره.
ومع اقتناع ستير لينج أن أيام بنزين قد ولت، أبدى ستير لينج إستعداده لتقاعد بنزين والبدأ في إستخدامه كواجهة لبيع منتجاته. وجراء رفض بنزين التقاعد قرر بنزين أن يعقد صفقة مع ستير لينج، وتضمنت أن يتقاعد بنزين في حال خسارته أول سباقات الموسم الجديد في فلوريدا، بينما يبقى بنزين ويحدد موعد تقاعده بنفسه إن فاز، وأمام إلحاح بنزين يضطر ستير لينج للموافقة وإرسال كروز راميرز معه للتدريب سويا على الشاطيء القريب.
ولكن عوضًا عن عمل كروز على تحسين سرعة بنزين وأدائه للتفوق على سرعه جاكسون ستورم، قضى بنزين معظم اليوم في مساعدة كروز للاعتياد على المضمار الرملي خارج مركز التدريب. وكمحاولة من بنزين لتعويض الوقت الضائع يتجهان سويا لمضمار طيني يقام فيه سباق يعرف بأسم ثمانية مجنونة، على أساس كونه سباق عادي. يكتشفان لاحقا كونه سباق تحطيم وبشكل غير متوقع تفوز كروز بهذا السباق، كأول فوز فعلي في مضمار في حياتها، الأمر الذي أدى لإهانة بنزين على التلفاز المحلي. ونتيجة لما دار يغضب عليها بنزين ويحطم كأسها عن طريق الخطأ ناعتًا إياها أنها بكونها ليست متسابقة. مع كلام بنزين تشعر كروز بالتحطم وتحكي لبنزين مباشرة قبل رحيلها وحدها نحو مركز التدريب أنها لطال ما أرادت أن تكون متسابقة محترفة في الصغر، رغم التقليل الذي حظته مِن مَن كانوا حولها، مكملةً أنها لم تكمل سباقها الأول لشعورها أنها أقل من باقي السيارات.
عقب مشاهدة بنزين التقرير الذي أعد حول جاكسون ستورم على التلفاز حول أرقام جاكسون القياسية الجديدة، يتصل بنزين بصديقه المقرب ماطم سائلًا إياه على نصيحة، الذي يقترح عليه البحث عن مدرب دوك، سموكي. ينطلق بنزين ليأخذ كروز معه لكنه ترفض في بادئ الأمر عقب كلامه السابق لها. نتيجة رفضها يحاول بنزين مصالحتها بإصلاح كأسها بشريط لاصق والرقص أمامها كي توافق مما يجعلها توافق على ذلك، فينطلق الاثنان لتومسفل - بلدة دوك الأم - حيث يقابلان سموكي وبعض أصدقاء دوك القدامى اللذان يدفعونه للاقتناع بأنه ليس المتسابق الذي كانه يوما. عقب اقتناعه بالأمر يوافق بنزين على جعلهم يدربونه ليكون أكثر ذكاءا من ستورم فيتغلب عليه بدلًا من محاولة زيادة سرعته. ولاحقًا يحكي سموكي لبنزين كيف أنه ورغم عدم تسابق دوك بعد حادثته إلا أنه وجد السعادة بمكان أخر، رغم أنه أختفى بعد الحادثة بدون تواصل مع سموكي لأكثر من عشرين عامًا في بلدة نبع الردياتير، وكيف أن أول تواصل له مع سموكي كان عند التقائه ببنزين وتدريبه له.
وفي أولى سباقات الموسم الجديد بـفلوريدا، يتفاجئ بنزين بسموكي وأصدقاء دوك القدامي يحيونه في السباق بالرغم من تراجعه وسط متسابقي الجيل الجديد. بعد عدة لفات يرى ستير لينج كروز وسطهم مما يدفعه لكي يأمرها بالعودة لمركز التدريب، على عكس بنزين الذي يأمرها بالبقاء. وبمعاونة فريق بنزين يقوم بنزين بإعطاء كروز رقمه - رقم 95 - لتدخل بدلًا عنه في السباق. وبإستخدام إرشادات سموكي وبنزين تستمر كروز في السباق حتى تصل للمركز الثاني مبشارة وراء ستورم الذي يحاول الإضعاف من عزيمتها. وفي اللفة الأخيرة يدفع ستورم كروز نحو الحائط، إلا أنها تقوم بالتشقلب مستعملة إحدى حركات دوك القديمة وتهبط مباشرة أمامه لكي تفوز بالسباق. مبهرًا الجماهير وخصوصًا بنزين. ويشاد بها وببنزين كفائزين بالسباق بينما تستقيل كروز من العمل لدى ستير لينج لتوافق على عرض تسابق لدى متوركو.
لاحقًا في نبع الردياتير، يقوم الاثنان كروز وبنزين بعمل سباق حماسي مستخدمين فيه أرقام وألوان سيارة دوك في وقت تسابقه لأصدقائهم، إحياء لذكراه الرياضية. فيما نكتشف أن عبس قام بشراء شركة أبو لمعة أيضًا. ينتهي الفيلم بمشهد يتبع أسماء طاقم العمل لماطم وهو يغني أغنية قصيرة ظريفة.

## وصلات خارجية
- صفحة شخصية لايتنينغ مكوين
- برق بنزين (سيارات) في قاعدة بيانات الأفلام على الإنترنت